# Auer Leopold
Auer Leopold (Straubing, 1687 – Miskolc, 1759. március 27.) minorita szerzetes, tanár.

## Élete
Miután fölszentelték, teológiából doktorált. Mint áldozópap, hitszónok és hittérítő működött, majd a nagyszebeni apácák gyóntatója lett. 1725-ben Besztercén, 1728-ban Eperjesen, 1729-ben Miskolcon, 1730-ban Kolozsvárt, 1732-ben Egerben, 1737-ben Kolozsvárt, 1740-ben Szegeden volt hitszónok és házfőnők. 1741. május 15-én Eperjesen tartományfőnök, 1744-ben Egerben lett házfőnök. Országszerte tartott prédikációkat. A korabeli hivatalos jelentés tanúsága szerint 1536 protestánst térített vissza a katolikus egyházba.

## Munkája
- Venatio lugubris, gyászos vadászat, a melyben gróf Erdődi Gábor Antal egri püspök a kegyetlen halálnak halálos nyila által, az hajdani Erdődi gróf erdejéből… kivadásztatott. (Kassa, 1745)